# 第326步兵師 (德國國防軍)
第326步兵師（德語：326. Infanterie-Division）是納粹德國國防軍陸軍的一個步兵師。該師於1942年11月組建。
該師組建後，一直在西線作戰。
該師於1944年8月在法萊斯口袋被殲，同年9月重建，並改編為第326國民擲彈兵師（德語：326. Volksgrenadier-Division），該師改編後，繼續在西線作戰。
該師最後於1945年4月解散。

## 註腳
1. ↑  Mitcham（2007年）